# The Ecstasy of Gold
The Ecstasy of Gold (wł. L'estasi dell'oro, pol. Ekstaza złota) – utwór muzyczny autorstwa Ennio Morricone stanowiący część ścieżki dźwiękowej do filmu Dobry, zły i brzydki w reżyserii Sergio Leone. Częściowo dzięki popularności filmu, utwór stał się jedną z najlepiej znanych i najwyżej ocenianych kompozycji w karierze Morricone. W filmie pojawia się w scenie, w której Tuco (Eli Wallach) w amoku przeczesuje cmentarz wojenny w poszukiwaniu grobu, w którym znajdować się ma 200 tysięcy dolarów w złotych monetach.
Kompozycję, będącą jednym z najlepiej rozpoznawalnych motywów muzycznych autorstwa Ennio Morricone, otwiera charakterystyczny motyw grany na rożku angielskim, pojawiający się w filmie już wcześniej w scenach, w których występuje grany przez Clinta Eastwooda „Dobry”. Po chwili ciszy muzyka powraca w postaci głównego motywu muzycznego wygrywanego na oboju, podczas gdy tło tworzą cztery dźwięki powtarzane bez końca na fortepianie. Po kilku taktach dołączają budujące napięcie dzwony, po nich instrumenty smyczkowe, trąbki, chór Alessandro Alessandroniego „I Cantori Moderni”, a w końcu wokaliza śpiewana przez sopranistkę Eddę Dell'Orso.
Gdy Amerykański Instytut Filmowy przyznał Clintowi Eastwoodowi specjalną nagrodę za jego wkład w rozwój branży filmowej w Stanach Zjednoczonych, ten przybył na galę przy dźwiękach „The Ecstasy of Gold”, by podkreślić rolę, jaką w jego karierze odegrały filmy Sergio Leone.

## Wersja Metalliki
Amerykański zespół heavymetalowy Metallica wykorzystuje utwór „The Ecstasy of Gold” jako motyw otwierający koncerty grupy od roku 1983; utwór znalazł się też na albumach koncertowych Metallica Through the Never, S&M oraz Live Shit: Binge & Purge. Zagrana przez członków zespołu heavymetalowa wersja utworu (z minimalistyczną linią wokalną oraz gitarą wiodącą Jamesa Hetfielda) znalazła się na albumie poświęconym kompozytorowi, We All Love Ennio Morricone (a także wykonana przez band podczas koncertu w Kopenhadze podczas trasy koncertowej promującej album studyjny Death Magnetic (2008)). To wykonanie nominowano do nagrody Grammy za najlepszy instrumentalny utwór rockowy. Utwór ten pojawia się również w zapowiedzi gry wideo Guitar Hero: Metallica oraz jest jednym z utworów w grze, choć nie można go zagrać. Notowano go na 21. miejscu listy Billboard's Mainstream Rock w kwietniu 2007.

### Twórcy
- James Hetfield – gitara prowadząca, chórki
- Robert Trujillo – gitara basowa
- Lars Ulrich – perkusja
- Kirk Hammett – gitara rytmiczna

## Inne wykonania
- Zespół punk-rockowy Ramones wykorzystuje „The Ecstasy of Gold” jako kończący ich koncerty.
- Wiolonczelista Yo-Yo Ma nagrał utwór na albumie Yo-Yo Ma Plays Ennio Morricone[10].
- Podczas sceny otwierającej film Jackass: Numer dwa (2006), podczas której obsada ucieka podmiejskimi osiedlami przed bykami, ilustracje dźwiękową stanowi „The Ecstasy of Gold”[11].
- Sample z utworu wykorzystał Jay-Z w piosence „Blueprint2” z albumu „Blueprint 2” z roku 2002[12]. Utwór Jay-Z z kolei wykorzystuje profesjonalny wrestler, Eddie Kingston.
- Utwór w zmienionej aranżacji użyto w ścieżce dźwiękowej do gry Wild Arms na konsolę Playstation z roku 1997.
- Utwór wykorzystano we wprowadzeniu do gry wyścigowej Blur produkcji Activision z roku 2010[13] .
- Portugalska drużyna futbolowa Sporting CP wykorzystywała utwór na początku swoich meczów rozgrywanych na własnym stadionie w sezonie 2011/2012.
- Utwór w zmienionej aranżacji użyto w ścieżce dźwiękowej otwierającej grę NBA 2k14.